# Місцеві вибори в Македонії 2017
Місцеві вибори у Македонії 2017 року — місцеві вибори, що відбулися 15 жовтня і 29 жовтня 2017 року з метою обрання депутатів місцевих рад і мерів у 80 общинах Північної Македонії та у місті Скоп'є. Оголошені 6 серпня 2017 р. головою парламенту Талатом Джафері. Списки кандидатів у мери і депутати подали 19 партій та коаліцій, а також 64 групи виборців. Виборча кампанія тривала з 25 вересня по 13 жовтня, а перший тур голосування відбувся на 3480 виборчих дільницях в Македонії. Право голосу мало 1 814 644 громадян, унесених до списку виборців.
45 общин отримали керівника вже в першому турі, а 35 — у другому. СДСМ виграв у першому колі у 37 місцевих громадах і місті Скоп'є, ВМРО-ДПМНЄ переміг у трьох, а ДСІ у двох громадах. У другому турі СДСМ виграв у 19 муніципалітетах, ДСІ — у вісьмох, а ВМРО-ДПМНЄ — у двох. Три мери провів до влади Альянс за албанців, тоді як Рух Беса і ДПА вибороли по одному місцю.
На місцевих виборах обирали серед 260 кандидатів 81 голову міста або громади. З них 196 були кандидатами, запропонованими партіями чи коаліціями, а 64 — незалежними кандидатами. Характерною рисою була гендерна нерівність, оскільки жінки становили лише 15 кандидатів (6%), а решта 245 (94%) були чоловіками. Найбільша конкуренція відзначалася у виборчих перегонах за посаду мера Скоп'є, де належало обрати з-поміж вісьмох кандидатів. У 36 громадах було лише два кандидати, найчастіше СДСМ проти ВМРО-ДПМНЄ. Серед кандидатів було багато чинних голів громад. Двоє з них: Трайче Димитрієв у Демир-Капії та Ісмаїл Яхоський у  Пласниці — боролися за свій п'ятий термін. Ще вісім голів, які відбули три строки, змагалися за четвертий.